# John James (aviron)
John James, né le 21 septembre 1937 et mort le 28 octobre 2024, est un rameur d'aviron britannique. 

## Carrière
John James participe aux Jeux olympiques d'été de 1964 à Tokyo et remporte la médaille d'argent avec le quatre sans barreur  britannique composé de John Russell, Hugh Wardell-Yerburgh et William Barry.